# 프랑스의 대외 관계
프랑스의 대외 관계에 대한 설명이다.
냉전시기에 샤를 드골은 국제패권구도가 미국-소련의 양강구도로 편성되면서 프랑스의 독자적인 목소리를 내려고 노력했으며, 이에 따라 서방국가이지만 소련과의 국교를 수립, 중국의 독립 승인(1964년 1월에 국교 수립) 등 중립적인 외교를 표방하였다.
옛 식민지국가들과도 프랑코포니를 통하여 일정부분 영향력을 과시하고 있으나, 알제리 독립전쟁을 통해 많은 유혈사상자를 낸 알제리와의 관계는 역사문제를 비롯하여 많은 부분에서 현대 프랑스 역사의 어두운 부분으로 남아 있다.

## 각국과의 대외 관계

### 유럽

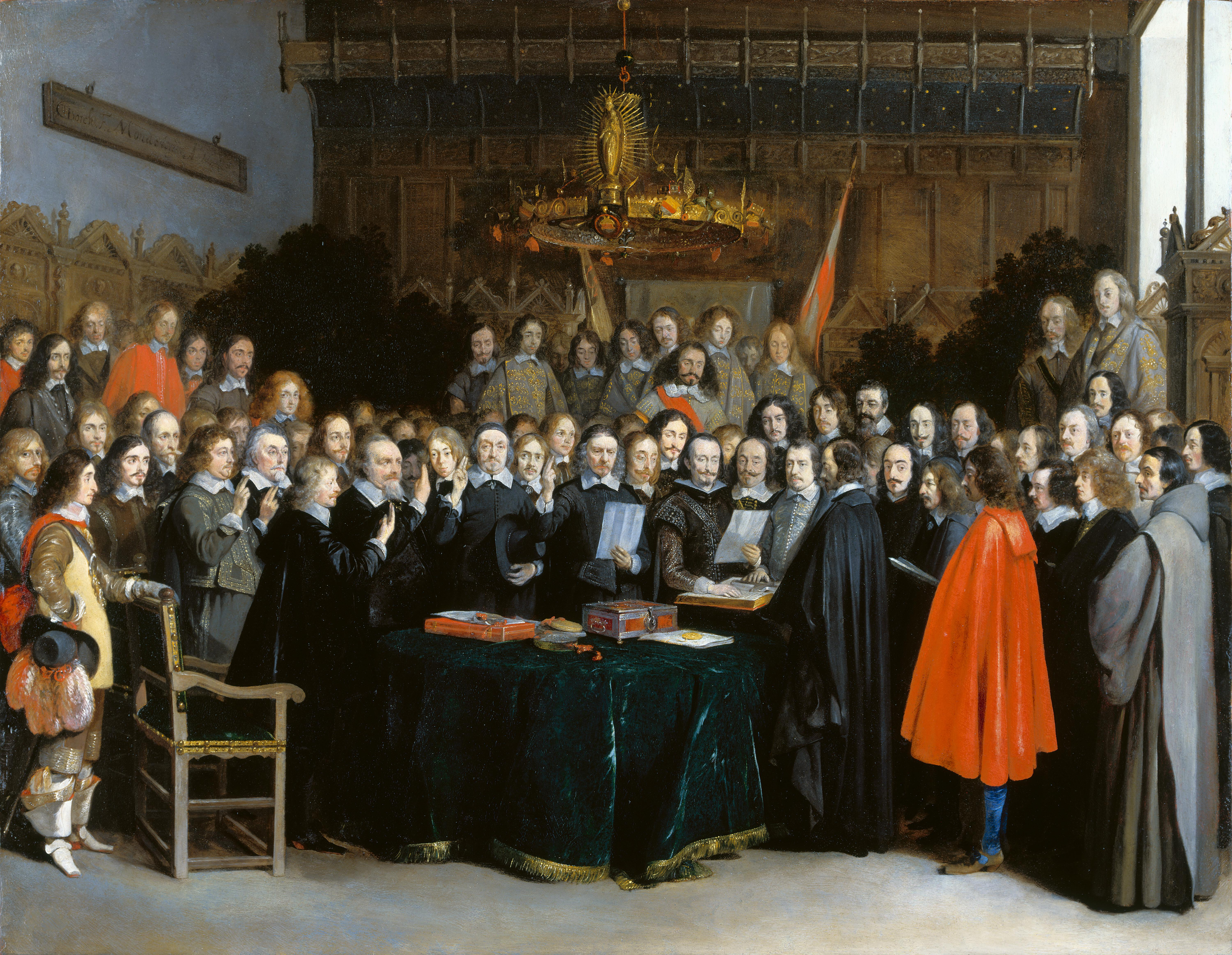
베스트팔렌 조약의 비준

#### 네덜란드
프랑스는 11월 유럽의 현존하는 정부들을 전복하려는 모든 인민들에게 원조를 제공하겠다는 폭탄선언을 하였고 1793년 1월에 드디어 루이 16세를 처형하였다. 1793년 2월 1일, 프랑스는 네덜란드 공화국에 선전 포고하였다. 네덜란드 공화국은 잉글랜드, 오스트리아 등과 함께 제1차 대프랑스 동맹을 맺고 대항하였다. 1795년 초, 하천의 결빙으로 네덜란드의 요새의 방어력이 떨어지는 겨울철을 노려 피슈그류가 이끄는 프랑스군은 네덜란드에 대규모 공세를 펼쳤다. 네덜란드는 프랑스 혁명에 동참하고 협력하는 사람들도 많았고, 도시는 차례로 함락되어 네덜란드 총독 빌렘 5세가 도망가고, 네덜란드 함대는 접수되었다. 그리하여 네덜란드에 바타비아 공화국이 세워졌고(1795년 1월 19일), 브라반트 공국과 마스트리히트가 프랑스에 할양되었다. 브뤼메르 18일 쿠데타(1799)로 권력을 잡은 나폴레옹 보나파르트는 그의 동생 루이를 네덜란드 왕(로데베이크 1세)에 즉위시켰다.(1806) 1810년에는 프랑스 혁명의 소용돌이에 휘말려 프랑스 영토가 되기도 하였다.

#### 바티칸 시국
프랑스 혁명(1789) 세력이 교황의 세속 영토에 막심한 피해를 입힌 것을 통해 그들이 일반적으로 가톨릭교회를 노린다는 것이 증명되었다. 프랑스에 남아 있던 교황령은 1791년 프랑스에 공화정이 들어서기 직전까지는 샤를마뉴 시대의 크기를 유지하였으나, 1791년 공화국 정부에 의해 완전히 국유화되었다. 1796년 프랑스군의 이탈리아 침공과 함께 공사관들은 프랑스 혁명 세력이 세운 치살피나 공화국의 영토로 탈취당했다. 2년 후 프랑스군은 교황령을 공격하면서 로마 공화국을 선언하였다. 교황 비오 6세는 1799년 프랑스 망명 도중에 선종하였다. 1800년 6월 교황령이 복구되면서 교황 비오 7세가 돌아왔다. 그러나 1808년 프랑스군이 다시 침입하였고 이번에는 교황령의 남은 지역도 모두 프랑스에 병합되었다. 1814년 나폴레옹 체제의 몰락과 함께 교황령이 회복되었다.

#### 스웨덴
1807년 10월 나폴레옹과 러시아 황제 알렉산드르 1세는 에르푸르트에서 회담을 갖고, 11월 21일 나폴레옹이 베를린에서 발표(1806년 11월 21일)했던 대륙봉쇄령(《베를린 칙령》)에 스웨덴을 참가시키기 위해 러시아가 압력을 가하는 일을 맡는 것을 재확인시켰다. 이것으로 인해 제2차 러시아-스웨덴 전쟁(1808년~1809년)이 발발하였고, 여기서 패배한 스웨덴은 파리 조약(1810)을 맺어 핀란드를 러시아에게 할양할 것과 더불어 대륙봉쇄령에 참가했다. 스웨덴 국왕 칼 13세는 나폴레옹 휘하의 베르나도트 - 그는 곧 스웨덴의 왕위를 계승(1818)한 칼 14세 요한이다. - 를 양자로 맞이하였다.(1810) 나폴레옹은 북유럽에 신뢰할 수 있는 동맹국을 얻게 되었다고 생각했으나, 러시아 원정(1812)에서 프랑스가 대패하자, 베르나도트는 나폴레옹을 배신하고 스웨덴은 제6차 대프랑스 동맹에 동참(1813년 8월)하였다. 1813년 봄, 변변찮은 군대로도 나폴레옹은 프로이센 · 오스트리아 · 러시아 · 스웨덴 등 동맹군과의 전투에서 승리를 거둔 후 휴전을 하였다. 메테르니히와의 평화교섭이 불발된 후, 라이프치히 전투(1813년 10월 16~19일)에서는 동맹군에게 포위공격 당하여 대패한 후, 프랑스로 도망갔다. 이는 나폴레옹의 몰락을 초래하였다.

#### 스위스
프랑스는 스위스에서 내란에 개입하여 이곳에 헬베티아 공화국을 건국(1798년 3월)하였고, 그리고 제네바를 합병했다.

#### 오스트리아
1740년부터 양국은 오스트리아 왕위 계승 전쟁(1740~48년)으로 대립했다. 전쟁에서 오스트리아가 승리하고, 프랑스는 아무것도 얻지 못했다. 그러나, 프로이센을 견제할 필요성을 느낀 프랑스는 오스트리아와 동맹을 맺었다(1756년). 이 동맹으로 오스트리아 출신의 마리 앙투아네트가 프랑스로 와서 루이 16세와 혼인하였다. 프랑스 혁명 직후, 레오폴트가 오스트리아 대공이 되자(1790년), 오스트리아는 프랑스와의 1756년의 동맹을 파기하였고, 절대왕권을 위협하는 프랑스의 공화주의에 맞서기로 하였다. 오스트리아는 프랑스로 진격하여 롱위와 베르됭에서 승리를 거두었으나, 프랑스의 반격(발미 전투)으로 기세가 꺾였다. 오스트리아가 지배하고 있던 남부 네덜란드(현재의 벨기에)에서도 프랑스가 오스트리아를 물리쳤다.

#### 이탈리아

##### 사보이 공국·사르데냐 왕국
1720년 사보이 공국의 왕가가 에스파냐 왕위 계승 전쟁 결과 승리하여 사르데냐 섬을 얻은 후 국명을 사르데냐 왕국으로 정했다. 프랑스 혁명(1789)이 일어나고, 1793년 1월 루이 16세가 처형당한 뒤의 프랑스의 대외팽창의 길을 걷게 되어, 프랑스는 현재의 사부아주를 합병하였다. 사르데냐 왕국은 잉글랜드가 주도하는 제1차 대프랑스 동맹(1793)에 가담하여, 같은 해 국경을 넘어 프랑스로 진격하기도 하였다. 그러나, 나폴레옹 보나파르트가 이탈리아 원정을 감행(1796)할 당시, 그때까지 최전선에서 프랑스군과 대치 해왔던 사르데냐 왕국은 약 1개월 만에 항복하였다. 그 후 나폴레옹 전쟁때 국토가 점령당하여 사르데냐섬의 칼리아리로 수도를 옮겼었다. 그 후 빈조약으로 프랑스의 점령이 끝나고 국토가 회복되자 다시 수도를 토리노로 옮겼다.

##### 나폴리 왕국
브뤼메르 18일 쿠데타(1799)로 권력을 잡은 나폴레옹 보나파르트는 그의 형 조제프를 나폴리 왕(주세페 보나파르테)에 즉위시켰다.(1806)

#### 포르투갈
프랑스와 스페인은 함께 포르투갈 침공(1807)한 바 있다.

#### 폴란드
루이 15세(재위: 1715~74년)는 1725년 8월 15일에 왕위에서 물러난 폴란드의 스타니슬라스 레친스키의 딸 마리 레슈친스카 공주와 결혼했다. 1733년 폴란드의 왕, 아우구스트 2세가 사망하자 러시아와 오스트리아는 작센 선제후를, 프랑스는 왕비의 아버지인 스타니슬라스 레친스키를 새 왕의 후보로 지원하였다. 이러한 분쟁(폴란드 왕위 계승 전쟁, 1733~38년)은 빈 조약으로 마무리되었다(1738년). 그 조약에 의해 로렌 지방이 프랑스의 영토로 편입되었다.

#### 헝가리
12세기 후반 헝가리는 농업·공업(수공업)·상업의 발전으로 세속 영주층의 권력이 커졌다. 토커이, 에게르 등의 와인 산지는 이 무렵 개척지에 들어온 프랑스인들에게 의해 확립된 것이다.

### 아시아
중동 문제에 있어서는 미국과 이스라엘의 팔레스타인 정책을 어느 정도 비판하고 있다. 아시아권 국가 중에서는 경제적으로 중국 및 일본과의 외교를 중시한다.

#### 대한민국
조선 후기에 프랑스인 선교사들이 포함된 천주교신자들을 조선정부가 탄압(병인박해)하면서 외교문제가 되었고 이를 빌미로 프랑스군대와 조선군이 격돌하는 사건 - 병인양요 - 이 일어났다. 이때 강탈당한 외규장각 도서 등 문화재의 반환문제는 현재도 미해결상태로 남아 있다. 그러나 외규장각 도서의 경우 2010년 G20 정상회의 만찬에서 이명박 대통령과 사르코지 대통령은 반환문제를 합의를 했고, 2011년 4월과 5월 4차에 걸쳐서 5년마다 갱신되는 대여방식으로 대한민국에 반환되었다.
조선 후기에 국교를 수립했으나 1905년 을사조약에 의해 양국과의 관계가 단절되었다. 하지만 대한민국임시정부의 존재는 인정하는 분위기여서 프랑스 조계 지역의 경찰들은 김구 주석을 보호하는 역할을 하기도 하였다. 하지만 이는 어디까지나 정치적인 이유에서일 뿐, 조선의 독립운동을 지지한 것은 아니었다.
한국 전쟁 때는 유엔군의 일원으로 대한민국에 파병했다. 파리는 한국의 군정기에는 정치적 망명자들이 자주 찾는 곳이기도 하였다. 현재 한국과 프랑스는 긴밀한 협력 관계를 맺고 있다. 현재 축구 선수 남태희, 이용재, 정조국 등이 프랑스 클럽에서 뛰고 있다.

#### 조선민주주의인민공화국
현재 조선민주주의인민공화국과 수교하지 않은 상태이다.

#### 중화인민공화국
19세기~20세기 제국주의가 성행하던 시절, 프랑스는 영국과 함께 베이징에서 청나라에 새 항구(11개)의 개방을 요구하였다.

#### 캄보디아
19세기 중순부터 프랑스에 의한 인도차이나 반도의 식민지화가 시작되었다. 노로돔 국왕은 프랑스와 교섭해 1863년부터 캄보디아는 프랑스의 보호국 즉, 프랑스의 식민지가 되었다. 1887년에는 캄보디아가 프랑스령 인도차이나에 편입되었다. 이후 계속해서 식민지로 남아있다가 1940년에는 일본군이 인도차이나에 침공하였고, 이 기회를 틈타 노로돔 시아누크 국왕은 1945년 3월 12일에 캄보디아의 독립을 선언하였다. 그러나 일본이 연합국에 항복하면서 1946년에는 다시 프랑스의 보호 하로 돌아와 독립은 소멸하게 된다. 시아누크 국왕은 끈질기게 독립 운동을 계속해 1947년에는 헌법을 공포하였고, 1949년에 프랑스 연합 내에서의 독립을 선언하였다. 1953년에는 경찰권, 군사권을 회복해 완전 독립을 이룰 수 있었다. 1954년 프랑스 공동체 내의 자치국으로 독립했지만, 베트남 전쟁 등의 영향으로 인해 크메르 루즈가 득세하는 등 계속해서 정권이 불안정했다.

#### 타이
타이는 프랑스에게는 메콩강 왼쪽 연안의 라오스를 떼어주어야 했다.

#### 튀르키예
프랑스 혁명(1789)의 여파를 방지하고자 영국을 중심으로 결성된 제1차 대프랑스 동맹이 오스트리아의 탈락으로 붕괴(1797)되고, 잉글랜드만이 프랑스와 싸우는 형국이 되었다. 그러나 제해권을 쥐고 있는 영국에게 프랑스는 타격을 줄 수 없었다. 그래서 나폴레옹 보나파르트는 잉글랜드와 인도와의 연계를 끊기 위해, 오스만 제국령 이집트에 원정(1798)하였다. 나폴레옹이 이끄는 이집트 원정군은 툴롱 항을 출발(1798년 5월 19일 )하여 이집트 아부키르 만에 상륙했다(7월 2일). 피라미드 전투에서 현지군에게 승리(7월 21일)를 거두고 이어 카이로에 입성한다. 그러나 10일 후 나일 해전(8월 1일)에서 허레이쇼 넬슨이 이끄는 영국 함대에 프랑스 함대가 대패하여 나폴레옹은 이집트에 고립되게 된다. 나폴레옹은 오스만 제국령 시리아 방면으로 침공하여 아코를 포위하지만(아코 공방전, 1799년 3월 18일 -5월 20일) 공략에 실패하고 이집트로 퇴각했다.

### 아프리카

#### 알제리
알제리는 역사적인 이유 때문에 프랑스와 사이가 좋지 못한 관계이지만, 필요에 따라 우호적인 관계를 유지한다. 알제리에서 프랑스어는 널리 쓰이지만, 프랑코포니에는 가입하지 않고 있다. 하지만 프랑수아 올랑드가 2012년 10월 17일에 51년만에 파리에서 일어났던 알제리인 학살사건에 대해 알제리인에 대한 학살 사건을 인정했다.

#### 이집트
프랑스 혁명(1789)의 여파를 방지하고자 영국을 중심으로 결성된 제1차 대프랑스 동맹이 오스트리아의 탈락으로 붕괴(1797)되고, 잉글랜드만이 프랑스와 싸우는 형국이 되었다. 그러나 제해권을 쥐고 있는 영국에게 프랑스는 타격을 줄 수 없었다. 그래서 나폴레옹 보나파르트는 잉글랜드와 인도와의 연계를 끊기 위해, 오스만 제국령 이집트에 원정(1798)하였다. 나폴레옹이 이끄는 이집트 원정군은 툴롱 항을 출발(1798년 5월 19일 )하여 이집트 아부키르 만에 상륙했다(7월 2일). 피라미드 전투에서 현지군에게 승리(7월 21일)를 거두고 이어 카이로에 입성한다. 그러나 10일 후 나일 해전(8월 1일)에서 허레이쇼 넬슨이 이끄는 영국 함대에 프랑스 함대가 대패하여 나폴레옹은 이집트에 고립되게 된다. 나폴레옹은 시리아 방면으로 침공하여 아코를 포위하지만(아코 공방전, 1799년 3월 18일 -5월 20일) 공략에 실패하고 이집트로 퇴각했다.
한편, 나폴레옹의 군사들은 이집트에서 룩소르와 카르낙에서 고대 이집트의 사원을 발견하였다. 또한 무엇보다도 로제타석을 발견하였는데 이것은 이집트의 문자를 해독하게 된 중요한 단서였다.

#### 지부티
지부티는 프랑스로부터 1977년에 독립하였는데, 프랑스와 지부티 간의 군사적, 경제적 조약들을 통해, 지부티에게 안보와 경제적 원조를 제공하고 있다.

### 아메리카

#### 아르헨티나
아르헨티나의 경우 프랑스와 시종일관 우방국으로서 나폴레옹이 집권할 때 프랑스의 속주였지만 나폴레옹이 황제로 등극한 것에 반발을 일으킨 아르헨티나가 독립했다. 그 이후에도 프랑스와 아르헨티나는 시종일관 우방국으로서 첫 월드컵에도 프랑스가 참가한 것부터 포클랜드 전쟁에서도 프랑스는 아주 노골적으로 아르헨티나의 편을 들기까지 했으며 이에 프랑스는 아르헨티나에 엑조세를 공짜로 주기까지 했다.

## 같이 보기
- 프랑스 식민제국
- 프랑스의 역사
- 국제 관계 (1814년-1919년)
- 제1차 세계 대전의 원인
- 국제 관계 (1919년-1939년)
- 프랑스의 재외공관 목록